# Vayres, Gironde
Vayres är en kommun i departementet Gironde i regionen Nouvelle-Aquitaine i sydvästra Frankrike. Kommunen ligger i kantonen Libourne som tillhör arrondissementet Libourne. År 2022 hade Vayres 4 414 invånare.

## Befolkningsutveckling
Antalet invånare i kommunen Vayres
Referens:INSEE